# کوخترین لوگ
کوخترین لوگ (به لاتین: Kukhterin Lug) یک منطقهٔ مسکونی در روسیه است که در استان آمور واقع شده‌است.